# فایربورن (داکوتای جنوبی)
فایربورن(به انگلیسی: Fairburn) شهری در ایالت داکوتای جنوبی کشور ایالات متحده آمریکا است که جمعیت آن در سرشماری سال ۲۰۱۰ میلادی، ۸۵ نفر بوده‌است.